# TRAPPIST-1
A TRAPPIST-1 ultrahűvös vörös törpe csillag a Vízöntő csillagképben, amelyet 2010-ben a TRAPPIST chilei robotteleszkóp segítségével fedeztek fel. A megfigyelésben a Spitzer űrtávcső is részt vett, mivel a csillag az energiája nagy részét az infravörös tartományban sugározza.

## A TRAPPIST-1 bolygórendszere
2017. február 22-én a NASA bejelentette, hogy a TRAPPIST-1 csillag körül hét földszerű exobolygót fedeztek fel. Ezt 34 bolygóátvonulás fényességmérése alapján számították ki, az első három bolygót 2016 májusában azonosították.
A csillag körül keringő bolygó mind kőzetbolygó, ezekből három (TRAPPIST-1 e, TRAPPIST-1 f, TRAPPIST-1 g) a TRAPPIST-1 lakható zónájában kering, azaz a felszínén folyékony víz jelenléte valószínű, bár a víz jelenléte mind a hét bolygón lehetséges. A víz kimutatása valószínűleg az ESO vagy az E-ELT teleszkópok feladata lesz. A bolygók a saját csillagjukhoz közel keringenek, és a pályáik is közel helyezkednek el egymáshoz. A bejelentés időpontjában ez a bolygórendszer tartalmazta a legtöbb földszerű bolygót.
A bolygók keringése „kötött”, azaz ugyanazt az oldalukat fordítják a központi csillag felé, illetve egymással is rezonanciában vannak. Ez azt jelenti, hogy a csillag felé forduló oldalon nagy a forróság, az átellenes oldalon nagy a hideg. A kettő közötti átmeneti régióban heves szelek áramlanak a napos oldal felől a hideg oldal felé.
A TRAPPIST-1 csillagrendszer adja az egyik legjobb lehetőséget arra, a felfedezést követő tíz évben, hogy a Föld-méretű bolygók körül lévő légkört tanulmányozzuk.
A 2021. decemberében felbocsátott James Webb Space Telescope nagyobb érzékenységgel rendelkezik, képes lesz a víz, a metán, az oxigén, az ózon és más összetevők kimutatására az exobolygók légkörében. Ugyancsak képes lesz az exobolygók felszíni hőmérsékletének és nyomásának mérésére - ezek kulcsfontosságúak a biológiai lakhatóság szempontjából. Már 2017 szeptemberében földi távcsövekkel is igazolták 3 bolygón, az E, F és G-n a víz jelenlétét, de mind a kötött forgás, mind a központi csillag sugárzása miatt az élet jelenlétét kétségesnek tartják.
Az egyik bolygóról nézve a következő bolygón felismerhetők a felhők és a felszíni geológiai formációk, és a bolygó esetenként nagyobbnak látszik, mint a Földről nézve a Hold.
| Jelölés (a csillagtól való távolság szerint) | Tömeg          | Fél nagytengely (CsE) | Keringési idő (nap)     | Pálya excentricitása | Inklináció      |
| -------------------------------------------- | -------------- | --------------------- | ----------------------- | -------------------- | --------------- |
| b                                            | 0,85 ± 0,72 M⊕ | 0,01111               | 1,51087081 ± 0,00000060 | <0,081               | 89,65 ± 0,25°   |
| c                                            | 1,38 ± 0,61 M⊕ | 0,01522               | 2,4218233 ± 0,0000017   | <0,083               | 89,67 ± 0,17°   |
| d                                            | 0,41 ± 0,27 M⊕ | 0,021 ± 0,006         | 4,049610 ± 0,000063     | <0,070               | 89,75 ± 0,16°   |
| e                                            | 0,62 ± 0,58 M⊕ | 0,028                 | 6,099615 ± 0,000011     | <0,085               | 89,86 ± 0,11°   |
| f                                            | 0,68 ± 0,18 M⊕ | 0,037                 | 9,206690 ± 0,000015     | <0,063               | 89,680 ± 0,034° |
| g                                            | 1,34 ± 0,88 M⊕ | 0,045                 | 12,35294 ± 0,00012      | <0,061               | 89,710 ± 0,025° |
| h                                            | N/A            | 0,063 ± 0,027         | 20 ± 15                 | N/A                  | 89,80 ± 0,07°   |

## A TRAPPIST projekt
A TRAPPIST projekt célja a Naprendszerhez közeli, halvány objektumok keresése, ez a csillag mindössze 39 fényév távolságra van. A rövidítés a The Transiting Planets and Planetesimals Small Telescope elnevezésből származik.